# Ţālesh Kheyl
Ţālesh Kheyl (persiska: طالِش خِيل) är en ort i Iran.   Den ligger i provinsen Mazandaran, i den norra delen av landet, 110 km norr om huvudstaden Teheran. Antalet invånare är 127.
Terrängen runt Ţālesh Kheyl är varierad. Runt Ţālesh Kheyl är det ganska tätbefolkat, med 108 invånare per kvadratkilometer. Närmaste större samhälle är Motel Qū, 5,9 km öster om Ţālesh Kheyl. I omgivningarna runt Ţālesh Kheyl växer i huvudsak blandskog.